# Les Aventuriers de la planète géante
Les Aventuriers de la planète géante est un cycle de science-fiction, constitué de deux livres et écrit par l'auteur américain Jack Vance.

## Présentation de la planète
Comme son nom l'indique, cette planète est gigantesque. Son diamètre est de 40 000 km, à comparer avec celui de la Terre, qui n'est que de 12 750 km.
De plus, comme elle se situe juste à l'extérieur du domaine spatial terrien, elle a été le refuge de tous ceux qui cherchaient à échapper à l'autorité terrienne. Elle a donc attiré un grand nombre de personnalités différentes : des fugitifs, des sectes religieuses ou tout simplement, des personnes voulant vivre libres. Les terriens ont quand même une partie de la planète sous leur contrôle. C'est dans cette zone, l'Enclave terrienne, que se situent l'astroport, les universités... Les grandes distances qui séparent ces communautés leur ont permis de se développer relativement tranquillement même si la vie sur la planète géante peut se révéler dangereuse, surtout pour le voyageur.
La croûte de cette planète étant dépourvue de métaux, les différentes peuplades n'ont pas pu atteindre un niveau technologique élevé. De plus, la Terre a interdit l'importation de métal sur cette planète. Ses habitants se retrouvent donc dans l'incapacité de construire des objets tels que les vaisseaux spatiaux, des pistolets... Cette particularité de l'environnement explique aussi pourquoi, malgré la grande taille de la planète, la gravité est à peu près la même que sur Terre.

## Composition du cycle

### La Planète géante(Big Planet)
Ce premier tome a été écrit en 1957. Il nous raconte l'histoire d'une commission terrienne venue sur la planète géante afin de recueillir discrètement des informations sur le Bajarnum de Beaujolais, un tyran local qui a décidé de conquérir tous les territoires voisins et qui semble avoir beaucoup d'ambition. Malheureusement, leur vaisseau va s'écraser à 65 000 km de l'enclave terrienne à la suite d'un sabotage. Ils essaieront alors de la rejoindre à pied, faute d'autres moyens de transport. Mais, ce très long voyage va se révéler dangereux car le Bajarnum avait l'air au courant de leur arrivée...
Si le scénario de ce livre reste assez classique, il révèle tout de même quelques surprises vers la fin. Cependant, sa principale qualité est le dépaysement qu'il procure. La planète géante révèle toute sa beauté dangereuse durant le voyage effectué par la commission. Durant leur voyage, les héros vont rencontrer beaucoup de peuplades différentes : des nomades cannibales, des aborigènes, des habitants d'une ville au système social très surprenant....

### Les Baladins de la planète géante(Showboat World)
Le deuxième tome de ce cycle a été écrit en 1975. L'histoire et les personnages n'ont rien à voir avec le premier livre, mais les évènements se déroulent sur la même planète. 
L'histoire se déroule le long du fleuve Vissel, sillonné par les bateaux-théâtres où des représentations sont données dans les principaux ports. Cependant, la diversité culturelle des habitants de la planète géante oblige les metteurs en scène à adapter chacune des pièces jouées aux coutumes étranges de certaines régions. Il suffit d'un petit détail allant à l'encontre de ces coutumes pour que les spectateurs se sentent insultés et commencent à s'énerver, allant même jusqu'à attaquer le bateau si l'outrage leur paraît impardonnable.
On suit plus particulièrement les aventures d'Apollon Zamp, propriétaire de l'Enchantement de Miraldra.